# Gaye Sendah
Gaye Sendah is een bestuurslaag in het regentschap Aceh Tenggara van de provincie Atjeh, Indonesië. Gaye Sendah telt 122 inwoners (volkstelling 2010).